# مادر (فیلم ۱۹۹۹)
«مادر» (انگلیسی: Mother (1999 film)) یک فیلم است.